# Karakai Jozu no Takagi-san
Karakai Jozu no Takagi-san (からかい上手の高木さん, Karakai Jōzu no Takagi-san, lit. "As provocações da senhorita Takagi"), também conhecido como "Teasing Master Takagi-san" no ocidente, é uma série de mangá japonês feito por Sōichirō Yamamoto, os capítulos do mangá são publicados na revista Monthly Shōnen Sunday desde junho de 2013 sendo compilados em volumes formato tankōbon pela editora Shokakukan. No Brasil, a serie é licenciada pela editora Panini.
A história conta o dia a dia da vida de Nishikata e sua colega de sala Takagi. Uma versão em anime foi adaptada pela Shin-Ei Animation que foi ao ar entre 8 de janeiro a 26 de março de 2018, e a segunda temporada foi transmitida em streaming entre 7 de julho a 22 de setembro de 2019.  Em 10 de junho, foi lançado um filme, produzido pela Toho.

## Sinopse

### Enredo
"Hoje, eu vou provocar a Takagi-san até ela ficar envergonhada! Eu juro!". Ele tenta revidar todo santo dia, mas será que um dia ele vai conseguir? Assim começa a batalha juvenil de provocações da Takagi-san e do Nishikata!
Os alunos do ensino médio Nishikata e Takagi sentam-se um ao lado do outro na sala de aula. Takagi, gosta de provocá-lo com brincadeiras e piadas embaraçosas. Em resposta, Nishikata cria planos para se vingar, para um dia fazer a Takagi sentir vergonha, mas ele sempre fracassa.[carece de fontes?]

## Personagens

### Personagens Principais
Takagi (高木さん, Takagi-san)
Voz de: Rie Takahashi (japonês); Giulia de Brito (português)
Uma jovem garota que tem cabelos castanhos compridos e lisos, que caem até a parte superior das costas, com franja no meio e duas mechas de cabelo em seu o rosto de cada lado, ela tem grandes olhos castanhos, sobrancelhas finas e bochechas rosadas. Takagi é uma estudante do ensino médio que gosta de passar o tempo provocando Nishikata, seu colega de sala.
Nishikata (西片くん, Nishikata-kun)
Voz de: Yūki Kaji (japonês); Vyni Takahashi (português)
Um jovem garoto que tem olhos escuros, cabelos pretos e sobrancelhas finas. Nishikata é o colega de classe de Takagi, que gosta de provocá-lo e fazê-lo ficar envergonhado. Ele constantemente tenta se vingar dela, mas Takagi sempre aproveita a situação e frustra seus planos.

### Personagens secundárias
Mina Hibino (日比野 ミナ)
Voz de: Konomi Kohara (japonês); Sicilia Vidal (português)
Uma menina infantil com grandes sobrancelhas, longos cabelos castanhos, que geralmente mantém presos em um rabo de cavalo e franja muito curta. Hibino é colega de sala da Takagi e do Nishikata, ela também é melhor amiga de suas colegas Sanae e Yukari.
Yukari Tenkawa (天川 ユカリ)
Voz de: M.A.O (japonês); Michelle Giudice (português)
Uma jovem garota com longos cabelos castanhos, que usa óculos e é a mais alta entre suas amigas, Hibino e Sanae. Tenkawa, embora tente manter uma aparência de maturidade como presidente de turma, ela regularmente permite que suas colegas copiem suas respostas para que ninguém falhe.
Sanae Tsukimoto (月本 サナエ)
Voz de: Yui Ogura (japonês); Isabella Guarnieri (português)
Uma garota de olhos acinzentados que tem cabelo curto e escuro, e está sempre com expressão séria. Tsukimoto tem como melhores amigas Mina e Yukari.

## Mídias

### Mangá
Teasing Master Takagi-san é escrito por Sōichirō Yamamoto. A série começou a ser serializada na editora Shogakukan, na revista shōnen manga suplemento revista Monthly Shonen Sunday Mini em 12 de junho de 2013 que logo mudou-se para Monthly Shonen Sunday revista em 12 de julho de 2016. Sua compilação em volumes tankōbon começou em 12 de junho de 2014. A editora panini, anunciou em suas redes sociais que trará o mangá para o Brasil em novembro de 2020.
O primeiro spin-off da série intitulado Ashita wa Doyōbi (あしたは土曜日, lit. "Amanhã é Sabado") começou a ser serializado no jornal Yomiuri Chūkōsei Shimbun de 7 de novembro de 2014 a novembro de 2015, sendo finalizado em dois volumes tankōbon. Mostrando o cotidiano das melhores amigas Yukari, que está a procura de um romance; a desastrada e desinibida Mina; e a ácida e sarcástica Sanae. 
O segundo spin-off da série intitulado de Karakai Jōzu no (Moto) Takagi-san (からかい上手の（元）高木さん), feito por Mifumi Inaba, conta a história de Takagi (Nishikata) que agora é uma adulta, e sua filha Chi Nishikata. Estreando seus capítulos em 15 de julho de 2017, e coletado em volumes tankōbon desde 12 de dezembro de 2017.
O terceiro mangá spin-off da série intitulado como Koi ni Koisuru Yukari-chan (恋に恋するユカリちゃん), feito por Yuuma Suzu, foi publicado entre 12 de julho de 2017 a 11 de abril de 2020. A história é centrada em Yukari Tenkawa que imagina uma relação romântica entre Takagi e Nishikata. 

#### Lista de volumes

##### Teasing Master Takagi-san
| N.º | Japonês                                            | Japonês                                  | Português               | Português         |
| N.º | Data de lançamento                                 | ISBN                                     | Data de lançamento      | ISBN              |
| --- | -------------------------------------------------- | ---------------------------------------- | ----------------------- | ----------------- |
| 1   | 12 de junho de 2014                                | 978-4-09-125015-5                        | 13 de novembro de 2020  | 978-65-5512-311-1 |
| 2   | 12 de novembro de 2014                             | 978-4-09-125527-3                        | 11 de janeiro de 2021   | 978-65-5512-898-7 |
| 3   | 11 de dezembro de 2015                             | 978-4-09-126650-7                        | 12 de janeiro de 2021   | 978-65-5512-719-5 |
| 4   | 12 de outubro de 2016                              | 978-4-09-127389-5                        | 14 de maio de 2021      | 978-65-5960-090-8 |
| 5   | 10 de fevereiro de 2017                            | 978-4-09-127541-7                        | 2 de julho de 2021      | 978-65-5982-277-5 |
| 6   | 10 de agosto de 2017 8 de agosto de 2017 (ES)      | 978-4-09-127735-0 978-4-09-941894-6 (ES) | 3 de setembro de 2021   | 978-65-5982-011-5 |
| 7   | 12 de dezembro de 2017 8 de agosto de 2017 (ES)    | 978-4-09-128062-6 978-4-09-943002-3 (ES) | 19 de novembro de 2021  | 978-65-5960-797-6 |
| 8   | 9 de fevereiro de 2018 7 de fevereiro de 2018 (ES) | 978-4-09-128152-4 978-4-09-943003-0 (ES) | 21 de janeiro de 2022   | 978-65-5960-602-3 |
| 9   | 12 de junho de 2018                                | 978-4-09-128330-6 978-4-09-943016-0 (ES) | 18 de fevereiro de 2022 | 978-65-596-0528-6 |
| 10  | 12 de fevereiro de 2019                            | 978-4-09-128860-8 978-4-09-943042-9 (ES) | 18 de março de 2022     | 978-65-596-0456-2 |
| 11  | 4 de julho de 2019                                 | 978-4-09-943054-2 978-4-09-129287-2 (ES) | 22 de abril de 2022     | 978-65-596-0302-2 |
| 12  | 12 de dezembro de 2019                             | 978-4-09-129526-2                        | 20 de maio de 2022      | 978-65-5982-445-8 |
| 13  | 12 de março de 2020                                | 978-4-09-850034-5 978-4-09-943065-8 (ES) | 17 de junho de 2022     | 978-65-259-0370-5 |
| 14  | 12 de agosto de 2020                               | 978-4-09-850210-3                        | 22 de julho de 2022     | 978-65-259-0225-8 |
| 15  | 12 de fevereiro de 2021                            | 978-4-09-850449-7 978-4-09-943082-5 (ES) | 19 de agosto de 2022    | 978-65-259-0115-2 |
| 16  | 10 de setembro de 2021                             | 978-4-09-850691-0                        | 16 de setembro de 2022  | 978-65-5982-940-8 |
| 17  | 12 de janeiro de 2022                              | 978-4-09-850848-8                        | 21 de outubro de 2022   | 978-65-5982-822-7 |
| 18  | 8 de junho de 2022                                 | 978-4-09-851171-6 978-4-09-943113-6 (ES) | 20 de janeiro de 2023   | 978-65-5982-753-4 |
| 19  | 10 de março de 2023                                | 978-4-09-851763-3 978-4-09-943127-3 (ES) | 28 de julho de 2023     | 978-65-259-0834-2 |
| 20  | 12 de janeiro de 2024                              | 978-4-09-853097-7 978-4-09-943148-8 (ES) | —                       | —                 |

### Anime

Pôster da primeira temporada do anime Karakai Jozu no Takagi-san

Anunciada na edição de agosto de 2017 da revista Monthly Shōnen Sunday da editora Shogakukan. A série foi dirigida por Hiroaki Akagi pelo estúdio Shin-Ei Animation com o roteiro de Michiko Yokote e desenhos dos personagens por Aya Takano. O anime foi ao ar de 8 de janeiro a 26 de março de 2018 no canal Tokyo MX e entre outros. A Crunchyroll trouxe a primeira temporada da série, com uma hora de diferença no Japão enquanto a Funimation transmitiu a série com uma dublagem em inglês. A temporada teve ao total 12 episódios. Um episódio do OVA foi incluído no 9º volume do mangá, lançado em 12 de julho de 2018.
Em 10 de janeiro de 2019, foi anunciado, no mangá, que a série receberia uma segunda temporada, com a mesma equipe e elenco. Indo ao ar entre 7 de julho e 22 de setembro de 2019, com episódios sendo transmitidos exclusivamente na Netflix no Japão, seu lançamento mundial ocorreu em 6 de dezembro, com dublagem em português, somente para aquela temporada.
A terceira temporada, com estreia marcada para janeiro de 2022, e um filme foram anunciados oficialmente em setembro de 2021, após o lançamento do décimo sexto volume do mangá. A animação está prevista programada no bloco Super Animeism do canal MBS no dia 7 de janeiro de 2022, efetivamente em 8 de janeiro às 25:25 (1h25 JST). Essa temporada será transmitida simultaneamente e licenciada pela Sentai Filmworks, em todo o mundo, exceto os países da Ásia.

#### Lista de episódios
| Primeira Temporada | Primeira Temporada | Primeira Temporada      |
| #                  | Título | Exibição                |
| ------------------ | --- | ----------------------- |
| 1                  | "Borracha Keshigomu (消しゴム) Assistente do professor Nitchoku (日直) Cara engraçada Hengao (変顔) Cem ienes Hyaku-en (百円)" | 8 de janeiro de 2018    |
| 2                  | "Caligrafia japonesa Shūji (習字) Troca de roupa Koromogae (衣替え) Tradução do inglês Eiyaku (英訳) Piscina Pūru (プール)" | 15 de janeiro de 2018   |
| 3                  | "Café Kōhī (コーヒー) Lata vazia Akikan (空き缶) Refrigerante Tansan (炭酸) Treinamento muscular Kintore (筋トレ) Dublagem Afureko (アフレコ) Guarda-chuva Kasa (傘)"                                                              | 22 de janeiro de 2018   |
| 4                  | "Cuidando da limpeza Sōji tōban (掃除当番) Girando o corpo de costas Saka agari (逆上がり) Resfriado Kaze (風邪) Seguindo Bikō (尾行)"                                                                                             | 29 de janeiro de 2018   |
| 5                  | "Estudando para a prova Tesuto benkyō (テスト勉強) Prova Tesuto (テスト) Devolução das provas Tesuto henkyaku (テスト返却) Livraria Hon'ya (本屋) Se protegendo da chuva Amayadori (雨宿り)"                                       | 5 de fevereiro de 2018  |
| 6                  | "Dois em uma bicicleta Futari-nori (二人乗り) Primeiro dia das férias de verão Natsuyasumi shonichi (夏休み初日) Teste de coragem Kimodameshi (肝試し) Pesquisa independente Jiyū kenkyū (自由研究) Água da torneira Suidō (水道)" | 12 de fevereiro de 2018 |
| 7                  | "Compras Kaimono (買い物) Roupa de banho Mizugi (水着) Praia Umi (海) Quarto Heya (部屋)" | 19 de fevereiro de 2018 |
| 8                  | "Tufão Taifū (台風) Maratona Marason (マラソン)Costelas erro em {{japonês}}: Texto em japonês ou romaji necessário (ajuda) Arrependimentos Miren (未練)"                                                                           | 26 de fevereiro de 2018 |
| 9                  | "Celular Kētai (ケータイ) Terror Horā (ホラー) Foto Shashin (写真)" | 5 de março de 2018      |
| 10                 | "Comparando a altura Sekurabe (背比べ) Friorenta Samugari (寒がり) Convite Osasoi (お誘い) Pergunta de duas opções Ni-taku Kuizu (二択クイズ)"                                                                                     | 12 de março de 2018     |
| 11                 | "Gato Neko (ネコ) Tipo Konomi (好み) Caricatura Nigaoe (似顔絵) Lendo a sorte Uranai (占い) Ataque crítico Kuritikaru (クリティカル)"                                                                                              | 19 de março de 2018     |
| 12                 | "Carta Tegami (手紙) Primeiro dia de aula Nyūgakushiki (入学式) Mudança de lugares Sekigae (席替え)" | 26 de março de 2018     |
| OVA                | "Uōtāsuraidā" "(ウォータースライダー)" | 12 de julho de 2018     |

| Segunda Temporada | Segunda Temporada | Segunda Temporada      |
| #                 | Título | Exibição               |
| ----------------- | --- | ---------------------- |
| 1 (13)            | "Episódio 1" "Kyōkasho (教科書) / Saiminjutsu (催眠術) / Neoki (寝起き) / Mizukiri (水切り)"                                 | 7 de julho de 2019     |
| 2 (14)            | "Episódio 2" "Kōri (氷) / Gaiken (外見) / Maegami (前髪) / Barentain Dē (バレンタインデー)"                                  | 14 de julho de 2019    |
| 3 (15)            | "Episódio 3" "Eipurirufūru (エイプリルフール) / Ohanami (お花見) / Yobi kata (呼び方) / Shinkyū (進級)"                      | 21 de julho de 2019    |
| 4 (16)            | "Episódio 4" "Udezumō (腕ずもう) / Otonatpoku (大人っぽく) / Nigami (にがみ) / Jitensha (自転車)"                            | 1 de setembro de 2019  |
| 5 (17)            | "Episódio 5" "Shitsumon (質問) / Mayuge (まゆ毛) / Hōkago (放課後) / Happī bāsudē (ハッピーバースデー) / Kushami (くしゃみ)" | 4 de agosto de 2019    |
| 6 (18)            | "Episódio 6" "Ribenji (リベンジ) / Dotjibōru (ドッジボール) / Kaigui (買い食い) / Dēto (デート)"                             | 11 de agosto de 2019   |
| 7 (19)            | "Episódio 7" "Rinkan Gakkō (林間学校)"                                                                                       | 18 de agosto de 2019   |
| 8 (20)            | "Episódio 8" "Taiiku sōko (体育倉庫) / Hokenshitsu (保健室) / Takarakuji (宝くじ)"                                           | 25 de agosto de 2019   |
| 9 (21)            | "Episódio 9" "Acchi muite hoi (あっちむいてほい) / Tokugi (特技) / Onayami (お悩み) / Mēru (メール)"                         | 1 de setembro de 2019  |
| 10 (22)           | "Episódio 10" "Megusuri (目薬) / Sukūpu (スクープ) / Kakurenbo (かくれんぼ) / Takara sagashi (宝探し)"                       | 8 de setembro de 2019  |
| 11 (23)           | "Episódio 11" "Hosū (歩数) / Hanabi (花火) / Omiyage (お土産) / Yakusoku (約束)"                                             | 15 de setembro de 2019 |
| 12 (24)           | "Episódio 12" "Natsu matsuri (夏祭り)"                                                                                       | 22 de setembro de 2019 |

#### Musicas
Os temas de abertura são:
Primeira temporada
- Yuiko Ōhara –"Iwanai Kedo ne." (言わないけどね。) (1 ~ 12)[84]

Segunda temporada
- Yuiko Ōhara – "Zero Senchimētoru" (ゼロセンチメートル) (13 ~ 24)[85]

Terceira temporda
- Yuiko Ōhara – "Massugu" (まっすぐ)[86]

Os temas de encerramento são de Rie Takahashi que faz os covers das canções previamente existentes:
| Primeira Temporada                                               | Episódios | Ref.   |
| Ikimono-gakari – "Kimagure Romantic" (気まぐれロマンティック)    | 1, 2      | [ 87 ] |
| HY – "AM11:00 "                                                  | 3, 4      | [ 88 ] |
| Judy e Mary – "Jitensha" (自転車)                                | 5, 6      | [ 89 ] |
| Chatmonchy – "Kaze Fukeba Koi" (風吹けば恋)                      | 7, 8      | [ 90 ] |
| Mongol800 – "Chiisana Koi no Uta" (小さな恋のうた)               | 9, 10     | [ 91 ] |
| Greeeen –"Ai Uta" (愛唄)                                         | 11        | [ 92 ] |
| Every Little Thing – "Deatta Koro no Yō ni" (出逢った頃のように) | 12        | [ 93 ] |

| Segunda Temporada                                  | Episódios | Ref.    |
| Sukima Switch –"Kanade" (奏（かなで）)             | 1         | [ 94 ]  |
| Remioromen – "Konayuki" (粉雪)                     | 2         | [ 95 ]  |
| Greeeen – "Kiseki" (キセキ)                        | 3, 4      | [ 96 ]  |
| Ikimono-gakari – "Arigatō" (ありがとう)            | 5, 6      | [ 97 ]  |
| Mika Nakashima – "STARS"                           | 7         | [ 98 ]  |
| Mongol800 – "Chiisana Koi no Uta" (小さな恋のうた) | 8, 9      | [ 99 ]  |
| Yuiko Ōhara –"Iwanai kedo ne." (言わないけどね。)  | 10, 11    | [ 100 ] |
| Chara – "Yasashii Kimochi" (やさしい気持ち)        | 12        | [ 101 ] |

## Recepção
Em dezembro de 2016, o mangá atingiu a marca de 1 milhão de cópias impressas. Em fevereiro de 2018, esse número havia aumentado para 4 milhões de cópias. A partir de fevereiro de 2019, o mangá tem 6 milhões de cópias impressas. Em agosto de 2021 chegou a marca de 10 milhões de cópias.
 

O mangá foi nomeado para o 10º prêmio Manga Taishō em janeiro de 2017. Em 2021, junto com o  Chainsaw Man, Takagi-san ganhou o 66º Prêmio Shogakukan Mangá na categoria shōnen.

### Mangás
- «Karakai Jozu no Takagi-san» (em japonês). na revista Monthly Shōnen Sunday
- «Takagi, A Mestra das Pegadinhas». na editora Panini
- «Ashita wa Doyōbi» (em japonês). na editora Shogakukan
- «Karakai Jōzu no (Moto) Takagi-san» (em japonês). na editora Shogakukan
- «Koi ni Koisuru Yukari-chan» (em japonês). na revista Monthly Shōnen Sunday
- Karakai Jozu no Takagi-san (mangá) na enciclopédia do Anime News Network (em inglês)
- Ashita wa Doyōbi (mangá) na enciclopédia do Anime News Network (em inglês)
- Karakai Jōzu no (Moto) Takagi-san (mangá) na enciclopédia do Anime News Network (em inglês)
- Koi ni Koisuru Yukari-chan (mangá) na enciclopédia do Anime News Network (em inglês)

### Anime
- «Site oficial do anime» (em japonês)
- «TVアニメ『からかい上手の高木さん』公式 - @takagi3_anime» (em japonês). twitter oficial (anime)
- Teasing Master Takagi-san (TV) (anime) na enciclopédia do Anime News Network (em inglês)
- Teasing Master Takagi-san (TV 2) (anime) na enciclopédia do Anime News Network (em inglês)
- Teasing Master Takagi-san (TV 3) (anime) na enciclopédia do Anime News Network (em inglês)

Streaming;
- «KARAKAI JOZU NO TAKAGI-SAN». na Crunchyroll
- «KARAKAI JOZU NO TAKAGI-SAN». na Funimation
- «Teasing Master Takagi-san: KARAKAI JOZU NO TAKAGI-SAN». no Amazon
- «Teasing Master Takagi-san». na Netflix
- «TEASING MASTER TAKAGI-SAN». no HIDIVE